# Nolella gracilipes
Nolella gracilipes är en mossdjursart som beskrevs av Jean-Loup d'Hondt 1986. Nolella gracilipes ingår i släktet Nolella och familjen Nolellidae. Inga underarter finns listade i Catalogue of Life.